# Љиљана Петровић Батлер
Љиљана Бутлер, девојачко Петровић (14. децембар 1944 — 26. април 2010) била је југословенска певачица ромског порекла. Имала је надимак „Мајка циганске соул музике”.

## Детињство и младост
Рођена је14. децембра 1944. године у Београду, у краљевини Југославији, током Другог светског рата. Њен отац је био хармоникаш ромског порекла, родом из Србије, а мајка певачица, родом из Загреба. Непосредно по њеном рођењу, отац напушта породицу, а она се са мајком сели у Бијељину где мајка наступа у кафанама. Љиљана почиње да пева још као девојчица – једног дана јој се мајка разболела и није могла да пева, а Љиљана је као дванаестогодишњакиња отишла у кафану где је мајка наступала и понудила да је замени те вечери. Наредне године ју је и мајка напустила и она почиње да пева по кафанама како би се издржавала, јер је још ишла у основну школу. Међутим, већ са 14 година добија кћер Силвану и због тога напушта школовање. Након тога се враћа у родни Београд, где се настањује у познатој боемској четврти Скадарлији.

## Каријера
Током седамдесетих година двадесетог века, Љиљана је остварила завидан успех у Југославији као певачица и издала је неколико албума. Током осамдесетих година, њена каријера је почела да опада, а због нестабилне политичке сцене, се заједно са своје троје деце (у међувремену је добила кћер Елизабету и сина Драгана) 1987. се сели за Диселдорф. Босански музички продуцент Драги Шестић је проналази 2001. године и успева да је убеди да сними још три албума за његову продуцентску кућу, заједно са групом Mostar Sevdah Reunion. Са групом је наступала током 2003. године у низу концерата широм Европе. Музика групе је била мешавина ромске и балканске традиционалне музике, џеза и севдаха. Њен последњи албум „Frozen Roses” издат је 2009. године.

## Приватни живот
Удала се врло рано, са четрнаест година. Иза себе је оставила троје деце. Умрла је 26. априла 2010. године у Диселдорфу, где је и живела.

## Дискографија
1. Љиљана Петровић: «Ђелем, ђелем» са Ансамблом Зорана Пејковића (1981)
2. Љиљана Петровић: «Певам до Зоре - Забављам Друге» са оркестром Драгана Кнежевића. (1983)
3. Љиљана Петровић са Оркестром Душана Митровића-Ниводе (1984)
4. Љиљана Buttler и Mostar Sevdah Reunion: «The Mother of Gypsy Soul» (2002)
5. Љиљана Buttler & Mostar Sevdah Reunion: «The Legends of Life» (2006)
6. Љиљана Buttler: «Frozen Roses» (2009)

## Награде
Даворин : Најбољи етно албум године (2003) - за албум «The Mother of Gypsy Soul»

## Фестивали
Хрватски радијски фестивал:
- Краљ живота мог (дует са Нином Бадрић), победничка песма, 2008